# Kościół Niepokalanego Poczęcia Najświętszej Maryi Panny w Wielkich Oczach
Kościół Niepokalanego Poczęcia Najświętszej Maryi Panny – rzymskokatolicki kościół parafialny należący do dekanatu Radymno II archidiecezji przemyskiej.
Jest to świątynia poklasztorna dominikanów obserwantów, konsekrowana w 1740 roku przez Józefa Antoniego Łaszcza, biskupa pomocniczego chełmskiego. Kościół otrzymał wezwanie Niepokalanego Poczęcia Najświętszej Maryi Panny oraz św. Andrzeja Apostoła.
Jest to kościół wzniesiony, w stylu barokowym, z cegły, na planie prostokąta, o długości 23 metrów i szerokości niemal 9 metrów. Prezbiterium świątyni jest zwrócone w stronę zachodnią. Świątynia charakteryzuje się bardzo wysoką i szeroką fasadą o wysokości 23 metrów, i szerokości obejmującej dobudowany do świątyni klasztor, nawę i przybudówkę od strony północnej. Klasztor w kształcie litery L przylega do świątyni od strony południowej i od strony zachodniej, tak jakby otacza z dwu stron kościół i posiada dwie kondygnacje. Pionowe pilastry dzielą fasadę na siedem pól; w środkowym znajduje się okno oświetlające chór muzyczny, a w pozostałych są umieszczone płyciny i wnęki przeznaczone na figury. W 1978 roku w tych wnękach zostało umieszczonych sześć figur cementowych: Chrystusa Pana, Matki Bożej, św. Józefa. św. Barbary, św. Antoniego z Padwy i św. Stanisława Kostki. Nad portalem kościoła znajduje się napis „Aedificatum A.D. 1667 et A.D. Renovatum – 1974”. Ponad tym znajduje się napis „Ro. 1863”. Pod samym szczytem tympanonu znajduje się, umieszczony w kole, symbol Maryi Patronki Kościoła. Elewacja jest zwieńczona metalowym krzyżem podpartym przez cokolik. Budowla posiada dach dwuspadowy, pierwotnie kryty gontem, obecnie kryty blachą.

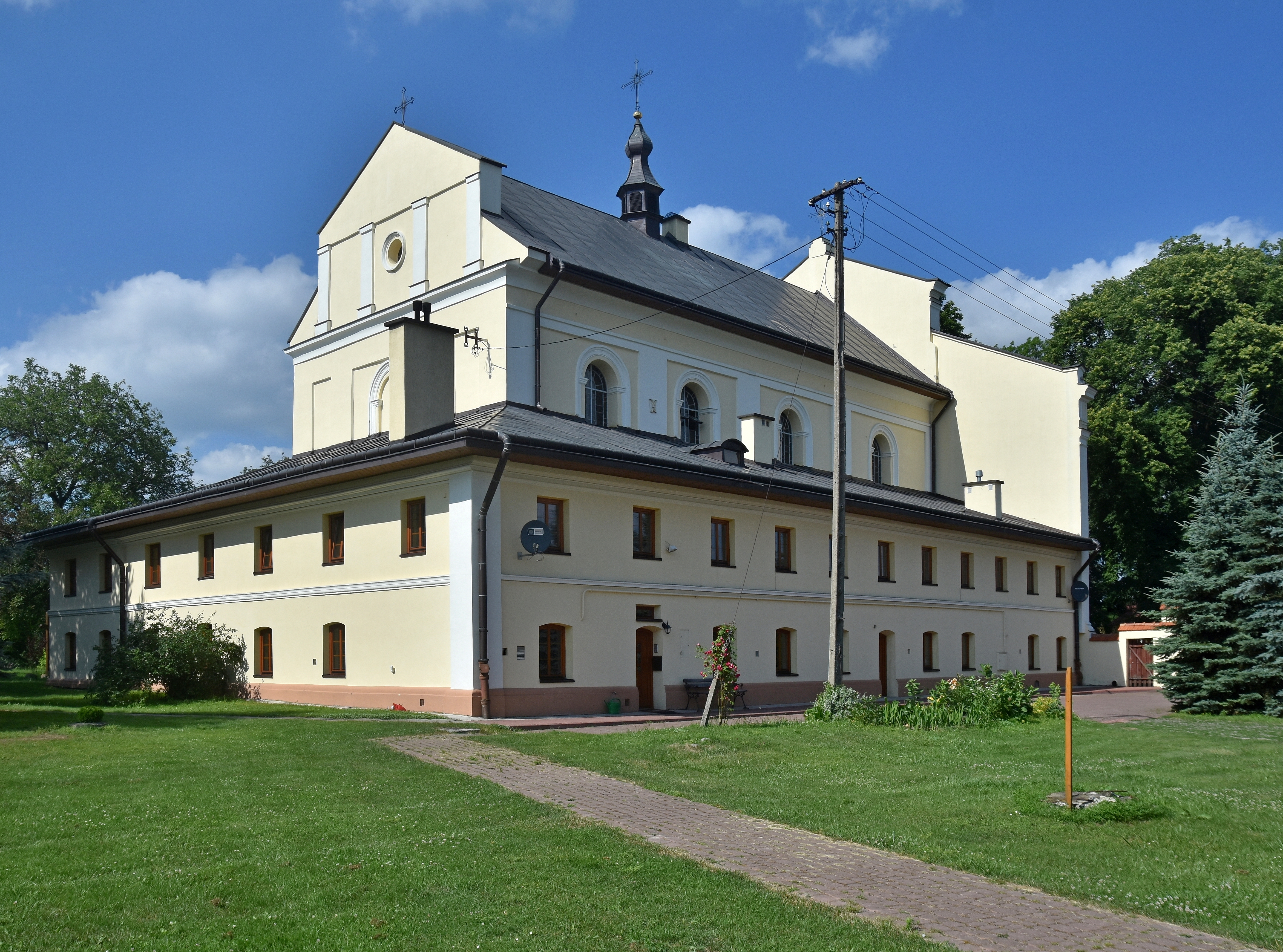
Elewacja tylna
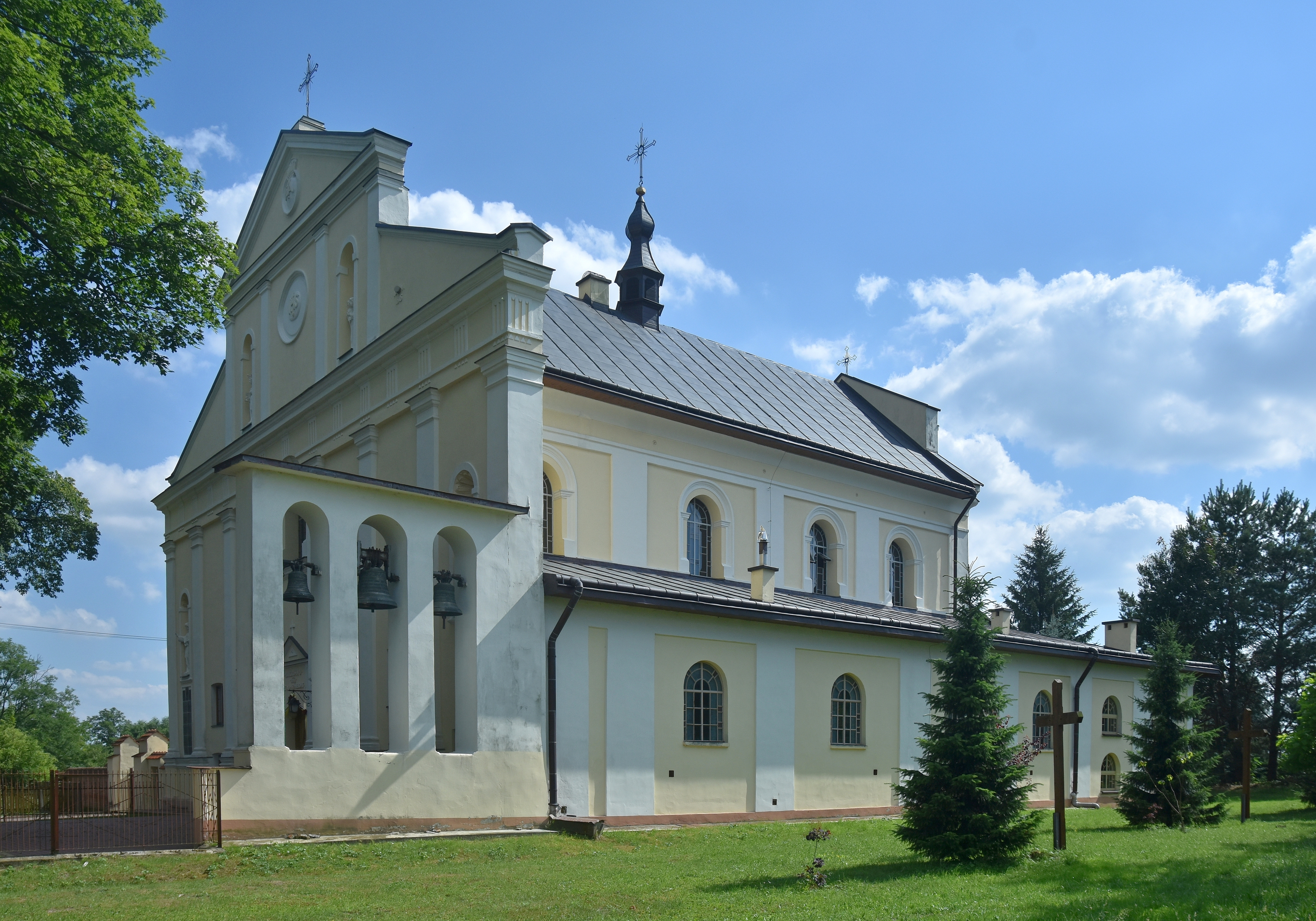
Elewacja boczna
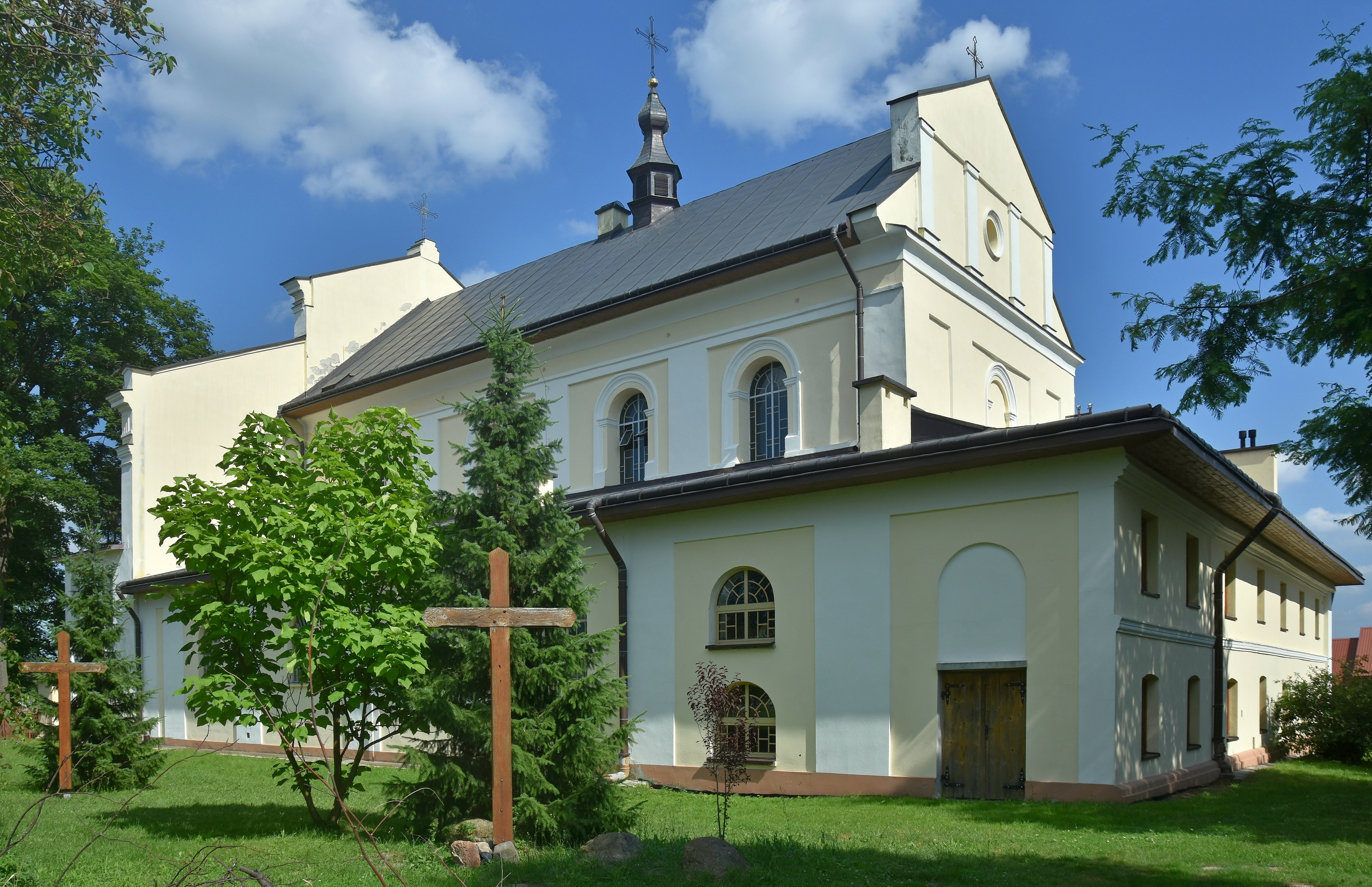
Elewacja boczna

Świątynia posiada jedną nawę. Dawniej znajdowało się w niej sześć ołtarzy: główny, z pierwotnie znajdującą się w nim figurą Matki Bożej Jackowej, a w późniejszych latach z uznawanym za cudowny obrazem Matki Bożej Częstochowskiej oraz boczne: Chrystusa Ukrzyżowanego z drewnianym krzyżem z XVII wieku, św. Józefa, św. Mateusza Apostoła, św. Antoniego z Padwy i św. Dominika. Do 1970 roku zachowały się tylko dwa boczne ołtarze, które w późniejszych latach zostały także zdemontowane w tym celu, by powiększyć przestrzeń kościoła. Obecnie uwaga skupia się na ołtarzu głównym z obrazem Matki Bożej.